# Ptolemaïda
Ptolemaïda, Ptolémaïde ou Ptolémaïs (en grec moderne : Πτολεμαΐδα, en katharévousa : Πτολεμαΐς) est une ville du nome de Kozani en Macédoine-Occidentale en Grèce. Elle est la capitale du dème d’Éordée, créé en 2010.

## Situation
La ville est située au sud-ouest dans la vallée et les montagnes d’Askio et au nord-est de celles de Vermio. Elle est située au nord de Kozani, à l’est de Kastoria, au sud de Flórina et au sud-ouest d’Édessa.

## Population
Sa population en 2001 était de 35 539 habitants. Beaucoup sont issus des réfugiés micrasiates d’origine pontique.

## Toponymie
C’est en 1927 qu’un décret la baptisa Ptolemaïda en l’honneur de Ptolémée Ier et de sa fille Ptolémaïs (ce dernier nom est parfois aussi utilisé).

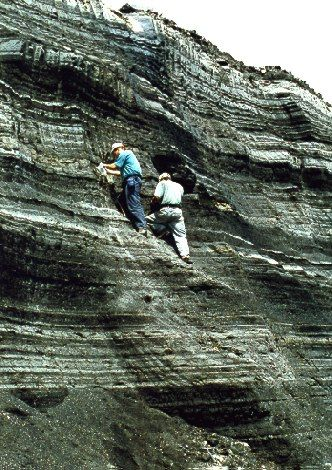
Mine de lignite à Ptolémaïde

## Industries
Chef-lieu de l’arrondissement (dème) d’Eordée, Ptolémaïde est devenue une ville avec l’industrialisation, liée à la présence de lignite, qui sert à alimenter quatre centrales électriques : 70 % de l’énergie électrique de Grèce sont produits sur son territoire par l’entreprise publique d’électricité (Dimossia Epicheirisi Ilektrismou, en grec : abréviation ΔEΗ) qui est le plus gros employeur de la ville. À ce titre, Ptolémaïde est une ville stratégique pour le pays.

## Histoire
La région de Ptolémaïde a été occupée depuis au moins 6000 av.J.C..

### Périodenéolithique
On a trouvé dans la région de Ptolémaïde de nombreux matériaux archéologiques au cours des quarante dernières années, grâce aux opérations minières.

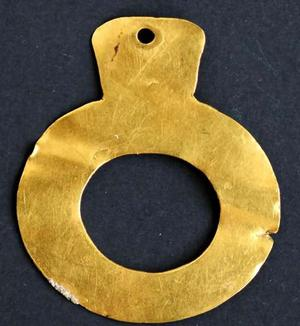
Bijou préhistorique en or trouvé à Ptolémaïde.

En novembre 2005 ont été découvertes les ruines de deux villages fermiers remontant au Néolithique. Un article de journal note que ces villages fermiers étaient des centres de commerce et avaient développé la métallurgie.
Un collier en or daté d’environ 4500 avant notre ère a été découvert le 16 février 2006. De forme plate, en anneau, il avait probablement une signification religieuse et aurait été porté par un membre éminent de la société.
Récemment on a trouvé dans le lac Zazari près de Ptolémaïde, seize maisons de l’époque Néolithique, apparues lors de la baisse des eaux du lac.
Deux fermes préhistoriques près de Grevena et Ptolémaïde ont livré des objets en céramique du VIe siècle av. J.-C.

### Période romaine et médiévale
Une bourgade existait ici durant la période antique et byzantine, puisque l’on en trouve des traces archéologiques, mais on ignore à quel lieu mentionné par les sources elle correspond : Εόρδα; (Éordée)? Τύρισσα; (Tyrisse)? Deux tombes macédoniennes antiques datées du Ve siècle av. J.-C. ont été découvertes dans les environs de la ville.

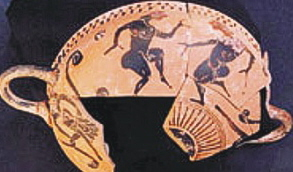
Plat antique en céramique trouvé à Ptolémaïde.
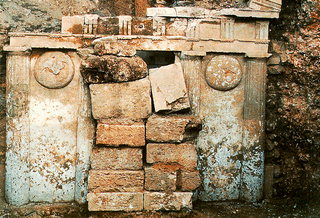
Tombe macédonienne antique à Ptolémaïde.

Après avoir été macédonienne, Ptolémaïde a fait partie de l’empire romain durant 1354 ans, de l’an 148 avant notre ère jusqu’en l’an 1206 de notre ère, l’Empire romain d'Orient (que nous appelons "byzantin") ayant survécu à celui d’occident. Après la quatrième croisade, la ville passe successivement au royaume franc de Salonique, au despotat grec d’Épire, à l’empire serbe et à l’empire grec de Nicée, avant d’être conquise en 1393 par l’empire turc ottoman pour 520 ans. Durant la période ottomane, la ville s'appela Kayılar, nom qu’elle conserva jusqu’en 1927.

### Période ottomane
Avant 1360, la population de Ptolémaïde était mi-grecque, mi-slave ou romane : les slaves étaient arrivés vers l’an 610, tandis que les romanophones descendaient des populations locales romanisées le long de la Via Egnatia. Après la conquête turque, avec l’établissement du système féodal des timars en 1397, de nombreuses familles nobles de la dynastie Seldjoukide arrivèrent d’Anatolie. Leurs descendants deviennent beys ou propriétaires musulmans de la région : ils en chassent les bergers grecs ou valaques et font venir à leur place un grand nombre de bergers nomades turcs, les Yörüks, originaires de la région d’Ikônion en Anatolie, que les Grecs appellent Konariotes. Des vagues d’immigration de cette région se succédèrent jusqu’au milieu du XVIIIe siècle. Les bergers chrétiens dépossédés prennent le maquis : on les connaît sous le nom de saracatsanes. Durant cette période ottomane, Ptolémaïde, majoritairement turque, était appelée Kayılar, et était séparée en deux quartiers : Aşağı Kayılar et Yukarı Kayılar. Aşağı Kayılar était Bektachi (chiite soufie), Yukarı Kayılar était Rufaï (sunnite hanefite).

### Période moderne
Au début du XVIIIe siècle il y avait donc une importante population turque, mais depuis cette époque elle a diminué régulièrement. Le drainage de la population mâle par le service militaire turc et l’exode rural vers Salonique ont amorcé ce déclin qui s’est accéléré avec l’émigration vers la Turquie, après les guerres balkaniques, à l’issue desquelles Ptolémaïde fut prise par l'armée grecque le 15 octobre 1912. En 1918, les populations rurales turques restant autour de Kayılar étaient composées principalement de bergers Konariotes pauvres, mais elles diminuèrent fortement lors des échanges de population obligatoires institués par le traité gréco-turc de 1923 et elles furent remplacées par des réfugiés grecs micrasiates chassés d'Asie mineure.
Les alentours de la ville ont été le théâtre d'une bataille en 1941 pendant la bataille de Grèce de la Seconde Guerre mondiale.

## Personnalités nées à Ptolemaïda
- Mahmut Özay (1908/1909 - 1980) écrivain, nouvelliste turc.

## Galerie

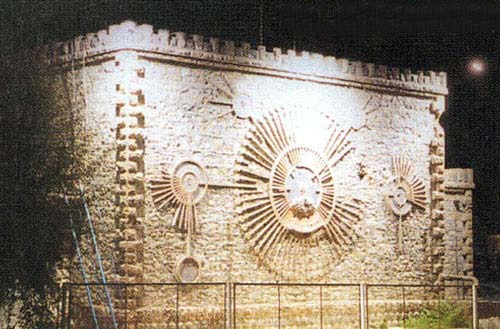
Aqueduc à Ptolémaïde avec le schéma de la distribution de l'eau
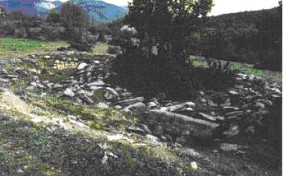
Fortification de l'âge du bronze à Ptolémaïde
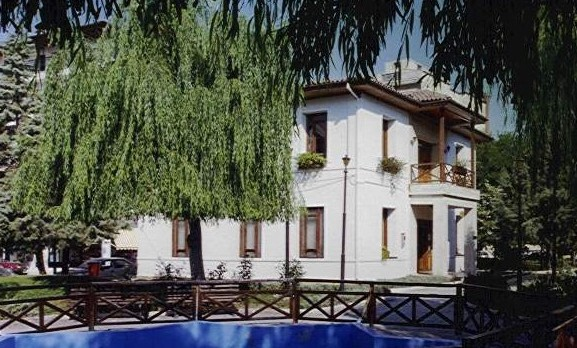
Bibliothèque de Ptolémaïde
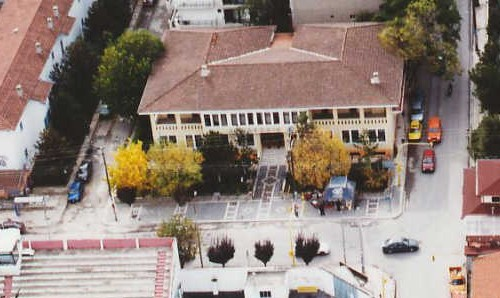
Mairie de Ptolémaïde
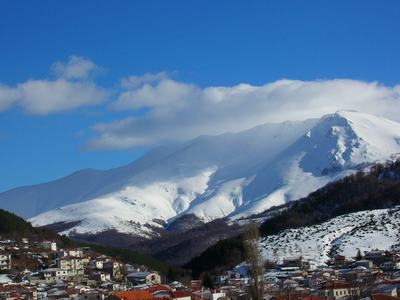
Mont Askio (Siniatsiko) près de Ptolémaïde